# Pablo Alejandro Verón
Pablo Alejandro Verón (Buenos Aires, 30 giugno 1982) è un ex calciatore argentino, di ruolo centrocampista.

## Carriera
Inizia la carriera nelle giovanili del Lanus, passando nel 2000 in quelle del Gimnasia La Plata, club in cui aveva giocato anche suo padre Avelino alla fine degli anni Settanta Esordisce nella massima serie argentina col Gimnasia il 3 novembre 2002, in una partita pareggiata per 1-1 sul campo del Colón. Chiude il suo primo campionato in prima squadra con 17 presenze in massima serie. Nel 2003 gioca altre 14 partite in massima serie, partecipando con la sua squadra anche alla Coppa Libertadores, nella quale disputa 2 partite. In seguito rimane fermo per circa 30 mesi a causa di un grave infortunio al legamento crociato del ginocchio sinistro, tornando a giocare solo nel 2006, anno in cui disputa una partita, nella prima giornata del campionato Apertura, persa per 3-1 sul campo dell'Arsenal Sarandì. Tra il 2002 ed 2007 gioca in tutto 33 partite nel campionato argentino.
Nel 2007 va a giocare nella seconda serie greca all'Ilisiakos, club con cui gioca una partita in Coppa di Grecia ed 11 partite in campionato, nelle quali mette anche a segno una rete; termina poi la stagione 2007-2008 in Italia con la maglia del Pergocrema, club di Serie C2, con cui gioca 8 partite e vince il campionato di quarta serie ottenendo la promozione in Serie C1. Sempre nel 2008 veste anche la maglia del Defensores de Belgrano, con cui milita per un breve periodo nella terza serie argentina. Va poi a vestire la maglia del Defensa y Justicia, club con cui tra l'agosto ed il dicembre del 2008 gioca 6 partite senza mai segnare nella seconda serie del campionato argentino. Nel 2009 ha una breve esperienza nella terza serie argentina al Ferro Carril Sud, per poi passare al C.A. Argentino, con cui dal 2009 al 2010 gioca nella quinta serie del suo Paese natale. Nella stagione 2011-2011 torna in Italia, militando in Eccellenza nella Turris Santa Croce, con cui termina il campionato al secondo posto in classifica; nella stagione 2011-2012 milita invece in Serie D, competizione nella quale mette a segno 3 reti in 11 presenze nel Nardò, club in cui milita insieme al suo fratello minore Rodrigo ed ai suoi ex compagni del Gimnasia Antonio Pierguidi e Juan Carlos Garat. Nel dicembre del 2011 lascia la squadra pugliese e si accasa ai veneti della Feltrese, con cui ottiene la salvezza nel campionato di Eccellenza, nel quale mette a segno 3 reti in 14 partite. Dal 2012 al 2013 ha giocato nel Villa Montoro, formazione delle serie minori argentine.

## Palmarès

### Club

#### Competizioni nazionali
- Serie C2: 1

Pergocrema: 2007-2008